# Моррис, Сара Джейн
Сара Джейн Моррис (англ. Sarah Jane Morris; род. 12 апреля 1977, Мемфис, Теннесси, США) — американская актриса, наиболее известная по своей роли Джулии Уокер в телесериале «Братья и сёстры», где снималась в 2006—2009 годах. Хотя она была одним из основных актёров на протяжении первых трех сезонов, её сюжетные линии всегда были ограничены, а Моррис хотя и зачислялась в начальных титрах 65 эпизодов, фактически появилась только в 37 из них. Наибольшее количество экранного времени и сюжетных линий её персонаж имел в первом сезоне, а в двух последующих она лишь периодически появлялась на экране. Моррис покинула сериал в финале третьего сезона вместе с Бальтазаром Гетти, сыгравшем роль мужа её героини.
После ухода из «Братьев и сестер» Моррис, сыграла специального агента Эрики Джейн Барретт в восьмом и девятом сезонах сериала «Морская полиция: Спецотдел», а также была гостем в таких сериалах как «Закон и порядок: Преступное намерение», «Говорящая с призраками» и «Касл».
С 19 февраля 2005 года Моррис замужем за музыкантом Недом Брауэром. У супругов есть двое детей — сын Эмметт Эндрю Бауэр (родился 24.01.2010 и дочь Бо Кэтрин Бауэр (родилась 01.02.2014).

## Фильмография

### Фильмы
| Год  | Название                             | Роль                       | Примечания                |
| ---- | ------------------------------------ | -------------------------- | ------------------------- |
| 2000 | Бар «Гадкий койот» / Coyote Ugly     | Girl at the Surprise Party |                           |
| 2005 | Underclassman                        | Jamie                      |                           |
| 2007 | Look                                 | Courtney                   |                           |
| 2008 | Семь жизней / Seven Pounds           | Susan                      |                           |
| 2009 | Seeds                                | Vivian                     |                           |
| 2011 | Правило шести месяцев / 6 Month Rule | Beth                       |                           |
| 2013 | Willed to Kill                       | Karyn Mitchell             | Телефильм канала Lifetime |

### Телевидение
| Год       | Название                                                             | Роль                                    | Примечания  |
| --------- | -------------------------------------------------------------------- | --------------------------------------- | ----------- |
| 2001      | Boston Public                                                        | Sally Barnes                            | 1 эпизод    |
| 2001      | Murder in Small Town X                                               | Abigail 'Abby' Flint                    | 1 эпизод    |
| 2001      | Тёмный ангел / Dark Angel                                            | X6/Ralph                                | 1 эпизод    |
| 2001      | ФАКультет / Undeclared                                               | Jana                                    | 2 эпизода   |
| 2001-2002 | Фелесити / Felicity                                                  | Zoe Webb                                | 8 эпизодов  |
| 2002      | First Monday                                                         | Brittany Kant                           | 1 эпизод    |
| 2003      | Ed                                                                   | Stacie                                  | 1 эпизод    |
| 2005      | Детектив Раш / Cold Case                                             | Amy Lind                                | 1 эпизод    |
| 2006      | Windfall                                                             | Zoe Reida                               | 4 эпизода   |
| 2006-2009 | Братья и сёстры / Brothers & Sisters                                 | Julia Walker                            | 65 эпизодов |
| 2008      | Закон и порядок: Преступное намерение / Law & Order: Criminal Intent | Marla Reynolds                          | 1 эпизод    |
| 2009      | Говорящая с призраками / Ghost Whisperer                             | Caroline Mayhew                         | 1 эпизод    |
| 2011-2012 | Морская полиция: Спецотдел / NCIS                                    | Special Agent Erica «E.J.» Jane Barrett | 8 эпизодов  |
| 2012      | Касл / Castle                                                        | Leslie Morgan                           | 1 эпизод    |
| 2013      | Следствие по телу / Body of Proof                                    | Pamela Jacks                            | 1 эпизод    |
| 2013      | Мыслить как преступник / Criminal Minds                              | Yvonne Carpenter                        | 1 эпизод    |